# José Solano de la Matalinares
José Solano de la Matalinares, Tercer Marquès del Socorro (Madrid, 8 de maig de 1802 - 9 de febrer de 1882) va ser un arquitecte espanyol.
Era fill de Francisco José María Melquiades de Solano y Ortíz de Rozas, segon marquès del Socorro, i net de José Solano y Pote, Capità General de la Reial Armada Espanyola. El 1847 va ser acadèmic fundador de la Reial Acadèmia de Ciències Exactes, Físiques i Naturals i president d'aquesta, des de 1866 fins a la seva defunció. Fou també membre de la Real Sociedad Económica Matritense de Amigos del País i comptador de la Caixa d'Estalvis de Madrid.
També va ser consiliari de la Reial Acadèmia de Belles Arts de Sant Ferran i acadèmic corresponent de l'Acadèmia d'Arqueologia de Bèlgica. Estava en possessió del Collaret de l'Orde de Carles III.